# Kittelburg
Kittelburg ist ein Ortsteil im Stadtteil Hand von Bergisch Gladbach. 

## Geschichte
Die Siedlung Kittelburg wurde nach der alten Gewannenbezeichnung Im Kittelburgsfeld benannt, die im Urkataster im Bereich der heutigen Straße An der Kittelburg verzeichnet ist.
| Jahr | Einwohner | Wohn- gebäude | Kategorie                  |
| ---- | --------- | ------------- | -------------------------- |
| 1822 | 13        |               | Hofstelle                  |
| 1830 | 15        |               | Hofstelle                  |
| 1845 | 20        | 2             | Wirtshaus und Ackergütchen |

Kittelburg war seinerzeit Teil der Bürgermeisterei Bergisch Gladbach und der katholischen Pfarrgemeinde Paffrath.

## Etymologie
Der Flurname Im Kittelburgsfeld erklärt die Besitzverhältnisse, das heißt die Zugehörigkeit des Feldes zu der kleinen Hofstelle Kittelburg, die im Zusammenhang mit einem Personennamen für die Mitte des 18. Jahrhunderts belegt ist. Um 1800 wurde auf dem Ackergut auch ein Wirtshaus betrieben.